# Cineaste (magazine)
Cineaste est un magazine américain de référence consacré au septième art. Dirigé depuis 1967 par son fondateur Gary Crowdus, il passe en revue le cinéma international.